# دخاش
دَخَّاش أو دَخَّاشة جنس من مزدوجات الأرجل في فصيلة الشبدوعية وتحتوي على العديد من الأنواع  منتشرة في بحار المناطق الحارة والمعتدلة الحرارة. أجسامها معتدلة القد مستضيقة الجوانب تطول من ٧ إلى ٩ سم. زباناها مركبة ثلاثية الفصل، الزوج الأول من قوائمها الصدرية ينتهي بملاقط فكية الزوجان الثاني والثالث ينتهيان بكلابات قابضة. أثوابها تراوح بين الحمرة الأرجوانية والصفرة المرجانية المواج. جميع أنواعها مرغوبة الأكل.